# Рейтлингер, Александр Иванович
Александр Иванович Рейтлингер (2 апреля 1820 — 1891, Севастополь) — военный деятель Российской империи XIX века. Последовательно принимал участие во всех войнах, которые вела Россия в последние 50 лет его жизни. Награждён рядом высших орденов.

## Биография
Родился 2 апреля 1820 года, из дворян Лифляндской губернии. Вероисповедания — лютеранин.

### Учеба и прохождение службы
Воспитывался в кондукторской роте Главного инженерного училища и выпущен в звании инженер-прапорщик. Произведён в первый офицерский чин 13 апреля 1838 г.
- 1840 г. выпущен на действительную военную службу, до окончания полного курса наук инженерного офицерского класса;
- 22 ноября 1840 г. командирован к Севастопольской инженерной команде;
- 23 апреля 1842 г. переведен в Тифлисскую инженерную команду.

### Участие в кампаниях
В чине подпоручика служил в войсках Кавказской армии и участвовал во многих делах при покорении Кавказа.
В Венгерскую кампанию 1848—1849 годов находился в составе войск, занявших Венгрию. Принимал участие в походах при занятии Дунайских княжеств в 1850 году. 
В войне 1853—1856 годов состоял при отряде генерал-адъютанта Лидерса при устройстве переправы на правый берег Дуная, затем при осаде Силистрии, где заведовал производством части осадных работ, и, наконец, при обороне Севастополя, где был ранен штуцерной пулей в голову.
В 1855 году в Крыму воевал против войск турок, англичан, французов и сардинцев. С 24 марта по 8 апреля Рейтлингер нёс службу в северном укреплении при начальнике инженеров Южной армии и Военно-сухопутных и морских сил, находившихся в Крыму. С разрешения начальника инженеров поступил 8 апреля в распоряжение заведовавшего обороной Севастополя генерала-адъютанта Э. И. Тотлебена. По распоряжению Тотлебена он в тот же день отправился для производства инженерных работ на Малахов курган, где и находился до 18 апреля. 18 апреля назначен заведующим инженерными работами на 3-м отделении оборонительной линии Севастополя. Под его руководством обе линии ложементов впереди 3-го бастиона были переделаны в общие траншеи. С 23 на 24 апреля участвовал при нападении охотников Волынского и Минского пехотных полков на английские траншеи напротив 3-го бастиона.
- С 21 на 28 апреля участвовал при отражении англичан от ложементов перед 3-м бастионом.
- С 29 на 30 апреля участвовал при вылазке охотников егерского полка, выбивших англичан из траншей у Зелёной горы.
- 30 апреля и в ночь с 30 на 1 мая участвовал при производстве работ на 3-м отделении оборонительной линии Севастополя.
- 6 мая находился под сильнейшим артиллерийским и штуцерным огнём неприятеля.
- С 6 на 7 мая участвовал при вылазке охотников 30-го флотского экипажа при срытии ложементов у Зелёной горы.
- 10 мая и в ночь с 10 на 11 мая находился под сильнейшим артиллерийским и штуцерным огнём неприятеля.

26 мая 1855 г. участвовал в деле с англичанами, атаковавшими контр-апроши 3-го бастиона. После того как капитан 1 ранга Будищев был ранен и захвачен в плен, а командир батальона камчатского полка майор Хоменко убит, российские роты, потеряв начальника, смешались и начали отступать, но были остановлены капитаном Рейтлингером. Приведя войска в порядок, он атаковал англичан, смял их и освободил капитана 1 ранга Будищева, но сам был ранен в голову. После этого новые натиски англичан заставили русские войска отступить за оборонительную линию.
26 мая он был отправлен для излечения раны на Северную сторону Севастополя, где находился до 15 июня 1855 года.
За храбрость в обороне Севастополя с 24 марта по 15 июля 1855 года в течение 2 месяцев и 21 дня — ему было прибавлено к общей службе два года, 5 месяцев и 21 день.
За отличия в сражениях против турок, англичан, французов произведен в подполковники с отчислением в 5-й сапёрный батальон с 1855 г.
Во время усмирения польского восстания в 1863 году, командуя несколько раз самостоятельными отрядами, разбивал отдельные шайки мятежников, в том числе банду Левантовского в Ольшанском лесу. 
Участвовал во всех периодах Русско-турецкой войны. Находясь в составе войск, осаждавших Плевну, он был назначен начальником инженеров этого отряда и во внимание к оказанному мужеству и распорядительности при производстве фортификационных работ при осаде Плевненских укрепленных позиций был Всемилостивейше награждён золотой шпагой, украшенной алмазами.

### Завершение службы
Прослужил 53 года 5 месяцев 13 дней. Начальник 2-й сапёрной бригады, генерал-лейтенант. В должности 10 лет.
Уволен в 1888 году высочайшим указом с производством в генерал-инженеры с должности начальника 2-й сапёрной бригады г. Вильно.
Вдовец, имел сына, родившегося 25 апреля 1865 г., воспитателем которого был великий князь Николай Николаевич Старший, и дочь Ольгу, родившуюся 21 июня 1860 г.
Умер в 1891 году, по завещанию похоронен на Братском кладбище Севастополя. Надгробие представляет собой усеченную пирамиду из серого мрамора, увенчанную крестом с рельефной гирляндой, установленную на ступенчатом гранитном пьедестале. На пирамиде рельефное изображение венка и эмблемы сапёров — кирки и сапёрной лопаты. На пирамиде и наклонной плите пьедестала мемориальная надпись: «Инженер-генерал Александр Иванович Рейтлингер. Родился 21 апреля 1820 г., сконч. 1891 г. 25 мая 1855 года в чине капитана 5 сап. батальона на 3-м бастионе был ранен штуцерную пулею в голову». На оборотной стороне на немецком языке надпись: «Генерал Рейтлингер». На памятнике в круглом медальоне имелся портрет генерала, ныне утраченный.

### Награды
- Орден Белого орла (Российская империя);
- Орден Святого Владимира 2 и 3-й степени и 4 степени с бантом;
- Орден Святой Анны 1-й степени с императорской короной;
- Орден Святой Анны 2-й степени с мечом, украшенной Императорской короной;
- Орден Святого Станислава 1-й, 2-й и 3-й степени с мечом и бантом;
- Орден Австрийской железной короны 3-й степени.

Крест за службу на Кавказе и нахождении в действительном сражении с горцами; Железный крест за переправу через Дунай в 1844 г.; серебряная медаль за усмирение Венгрии и Трансильвании в 1849 году; За защиту Севастополя 1854—1855 гг.; бронзовая медаль «В память войны 1853—1856 годов»; светло-бронзовая медаль «За усмирение Польского мятежа 1863—1864 годов»; светло-бронзовая медаль «В память о Турецкой войне 1877—1878 годов»; знак отличия за 15 лет беспорочной службы; знак отличия за 40 лет беспорочной службы; Императорский знак красного креста в память о войне 1877—1878 годов.

### Оружие
- Имел золотую шпагу, украшенную алмазами, с надписью «За храбрость»;
- Имел золотую саблю с надписью «За храбрость».

### Другие благодарности
Кроме орденов, он неоднократно удостаивался именных монарших благоволений, а за отличное состояние вверенной ему части в 1886 году была объявлена Высочайшая благодарность — взамен законной пенсии в размере 1430 рублей в год была назначена пожизненная пенсия из Государственного казначейства по чину генерала от инфантерии, размером в две тысячи рублей в год.

Кроме того, ему было Высочайше разрешено носить вместо кивера фуражку, для облегчения головной боли, происходящей от раны.

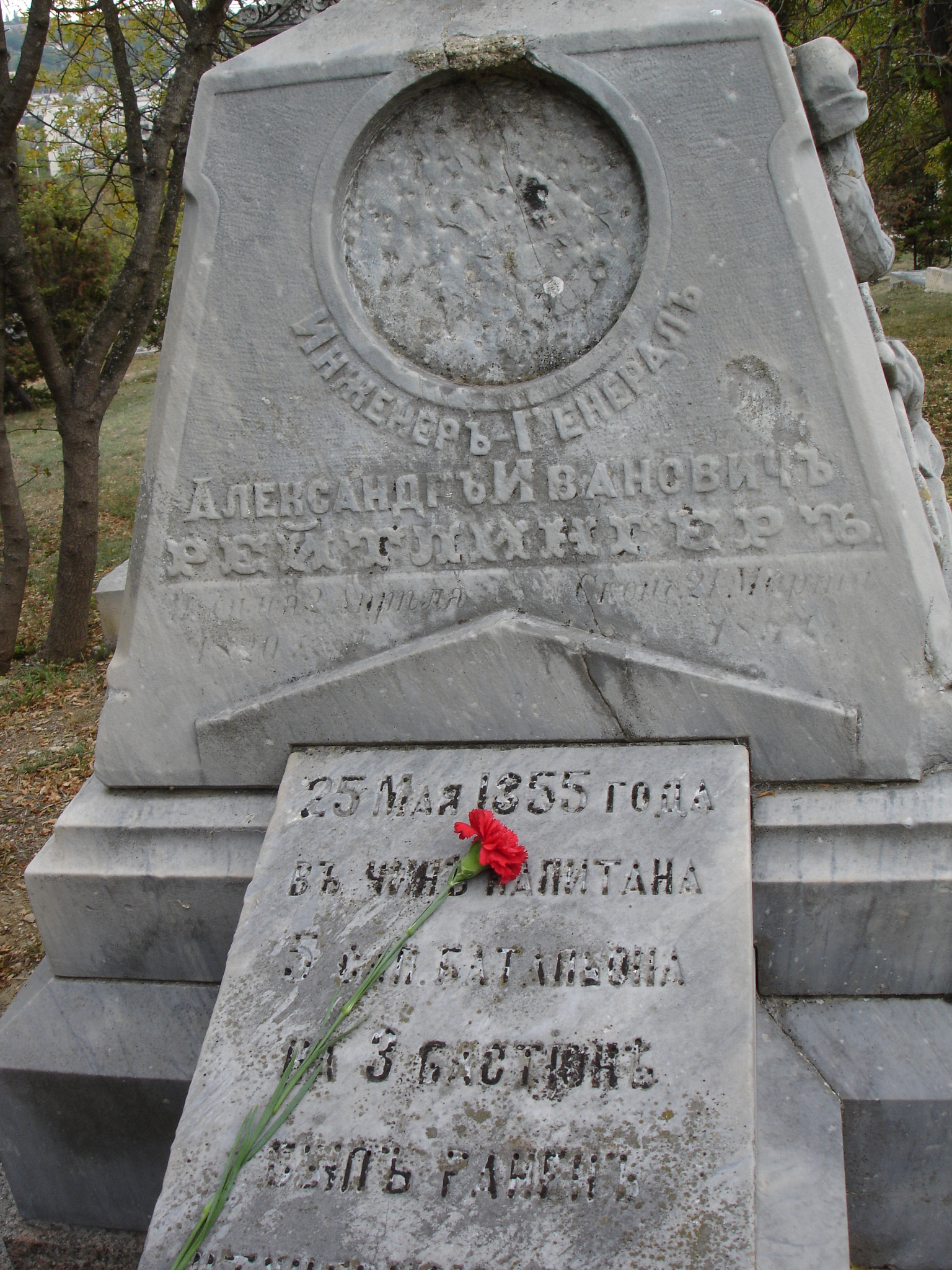
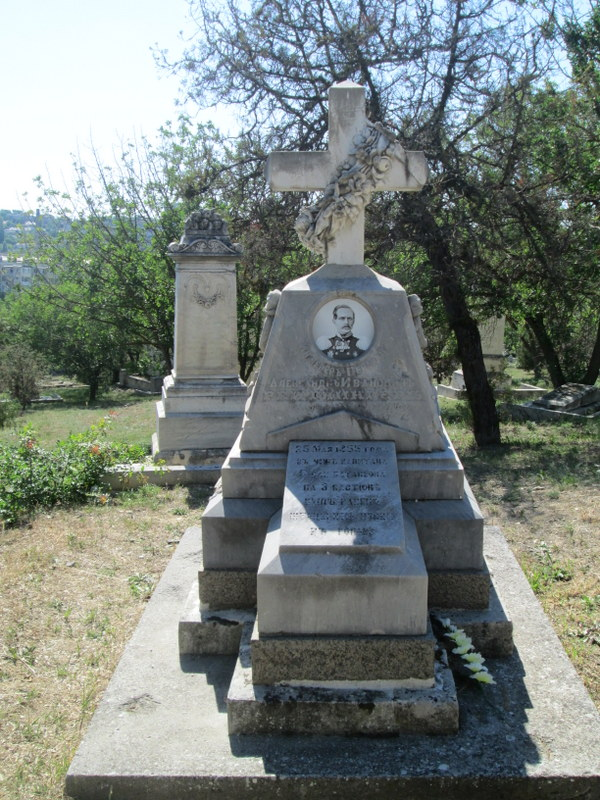
После реставрации